# 忠信社群
忠信社群，以色列猶太教正統派，救世主义性质，旨在帮助犹太民族定居于約旦河西岸地區、加沙地带、戈兰高地的右翼运动。作为1974年赎罪日战争后崛起而正式成立的组织，忠信社群于1967年六日战争后出现，倡导犹太人定居，根据圣经旧约《律法书（圣经旧约前五卷）》中的信仰指示，上帝赐于犹太人应许之地。尽管忠信社群现不再正式存在，其残留深深影响着以色列社会。 

## 政治从属
忠义社群与国家宗教党（NRP）紧密联系并深深影响着后者。今日，他们被以色列媒体稱为“那些忠诚于以色列领土的人”（希伯来语：נאמני ארץ ישראל）。 

## 历史
忠义社群由学生Rabbi Tzvi Yehuda Kook于1974年2月，在哈伊姆·德吕克曼（为社群取名为忠信社群）的客厅创立。除了德吕克曼外，忠信社群的意识形态和政治核心也包含其它弟子，如Hanan Porat、Moshe Levinger、Menachem Froman、Eliezer Waldman、Yoel Ben-Nun及Yaakov Ariel，Rabbi Tzvi Yehuda Kook为领导人直至1982年去世。 
1974年下半年，一个由Rabbi Menachem Felix和Benjamin Katzover领导的名为Garin Elon Moreh的附属组织试图在土耳其帝国时建造的塞巴斯蒂安火车站的旧址上建立根据地。在七次尝试六次被以色列国防军移除后，终于与以色列政府达成协议，政府同意允许25户家庭在凯杜明军营定居。塞巴斯蒂安协议是犹太人定居西岸北部的转折点。塞巴斯蒂安模式随后也被其它定居点效仿。
1976年，忠义社群建立定居防卫军阿曼那（amana），随后很快独立，至今活跃。 

## 意识形态
忠义社群的意识形态常被描述为救世主主义、基本主义、神权主义、右翼。其信仰建立在Rabbi Abraham Isaac Kook 及其子Rabbi Tzvi Yehuda Kook 传授的思想，即世俗锡安主义，通过征服以色列地（Eretz Israel），逐渐进入救世主时代，在弥赛亚（救世主）来临时进入最高峰。忠信社群支持者相信犹太人的定居能加速这一进程，他们相信上帝在圣经中应许了犹太人。这个组织尝试与阿拉伯人民共存，拒绝梅爾·卡漢提出的人口迁移。